# Europe Échecs
Эроп-Эшек (фр. Europe Échecs) — французский ежемесячный шахматный журнал. Издаётся с января 1959. Главный редактор — Р. Бертоло (президент Шахматной федерации Франции в 1971—1975). Освещает различные аспекты шахмат с учётом запросов шахматистов разных уровней подготовки, способствует популяризации шахматной игры во Франции. Выступил инициатором проведения ряда международных турниров: Бордо (1964), Гавр (1966), Монако (1967—1969), в которых участвовали М. Ботвинник, В. Смыслов, Е. Геллер, Л. Полугаевский и другие советские шахматисты. По случаю 20- летия своего основания организовал международный турнир по переписке (1978—1982); победитель — X. Бауместер (Нидерланды).